# Semaeopus indignaria
Semaeopus indignaria là một loài bướm đêm trong họ Geometridae.